# Paz (rzeka)
Paz (hiszp. Río Paz) – rzeka w Gwatemali i Salwadorze. Wypływa z gór Quezalapa na północ od miasta Jutiapa. Od tego miasta zmienia kierunek na południowo-zachodni i stanowi granicę z Salwadorem, następnie wpływa do Oceanu Spokojnego.
Rzeka Paz liczy 134 kilometry długości. Jej dorzecze obejmuje obszar o powierzchni 1,732 km² w Gwatemali.